# Suckulent

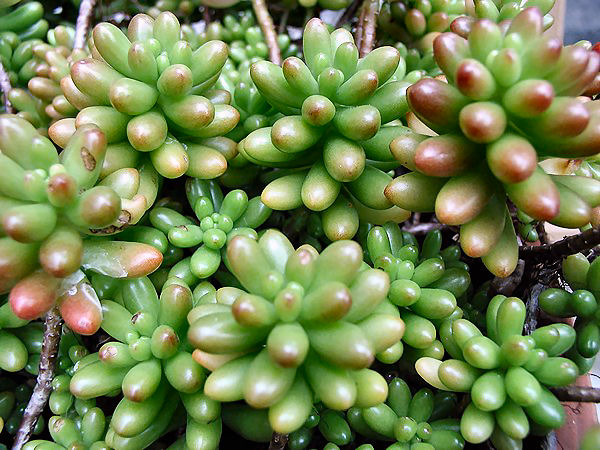
Sedum rubrotinctum.

Suckulent (Succiilentus) är en växttyp som kan magasinera vatten och de har vanligen tjocka köttiga blad eller stjälkar. Speciellt för suckulenter är att de har ett parenkym kallat vattenvävnad som fungerar som ett vattenmagasin. Detta gör att suckulenter kan uthärda svår torka och de växer följaktligen på torra, varma platser men också platser som tidvis präglas av torka.
De allra flesta kaktusar är suckulenter, men långt ifrån alla suckulenter är kaktusar. Suckulenter finns över hela världen. Succiilentus betyder saftrik och kommer från latinets succus som betyder saft eller vätska. Att det stavas med dubbelt c lär bero på en felaktig avskrivning under medeltiden.
Det finns suckulenta sorter som växer i torra heta öknar eller i fuktiga regnskogar, andra klarar sig i det krävande klimatet på Grönland. De allra flesta arter och sorter hittar man i Afrika och där främst i Sydafrika. Suckulenter är särskilt framträdande i öknar till exempel i sydvästra USA och Karroo i Sydafrika.
Hur många suckulenter det finns i världen, är ännu ganska oklart. Det är heller ingen lätt uppgift att räkna ut. Dessutom finns det ju till exempel vanliga pelargoner och suckulenta pelargoner. Det finns suckulenta och icke suckulenta porslinsblommor och på samma sätt är det med bromelior, begonior, lökväxter och liljesläktet. Bara Asclepiadaceae-familjen, dit bland annat porslinsblomman Hoya carnosa hör, innehåller 2 800 arter. Kaktusfamiljen utgör en stor del inom suckulenterna, men det finns alltså många fler som räknas till suckulenterna.

## Typer
Man kan dela in suckulenterna i två typer, stamsuckulent och bladsuckulent. Stamsuckulenter har tjock, köttig stam och saknar eller har reducerade blad medan bladsuckulenter har tjocka och köttiga blad. Kaktusar är stamsuckulenter och där har bladen omvandlats till taggar. Agave är ett exempel på bladsuckulent.

## Historia

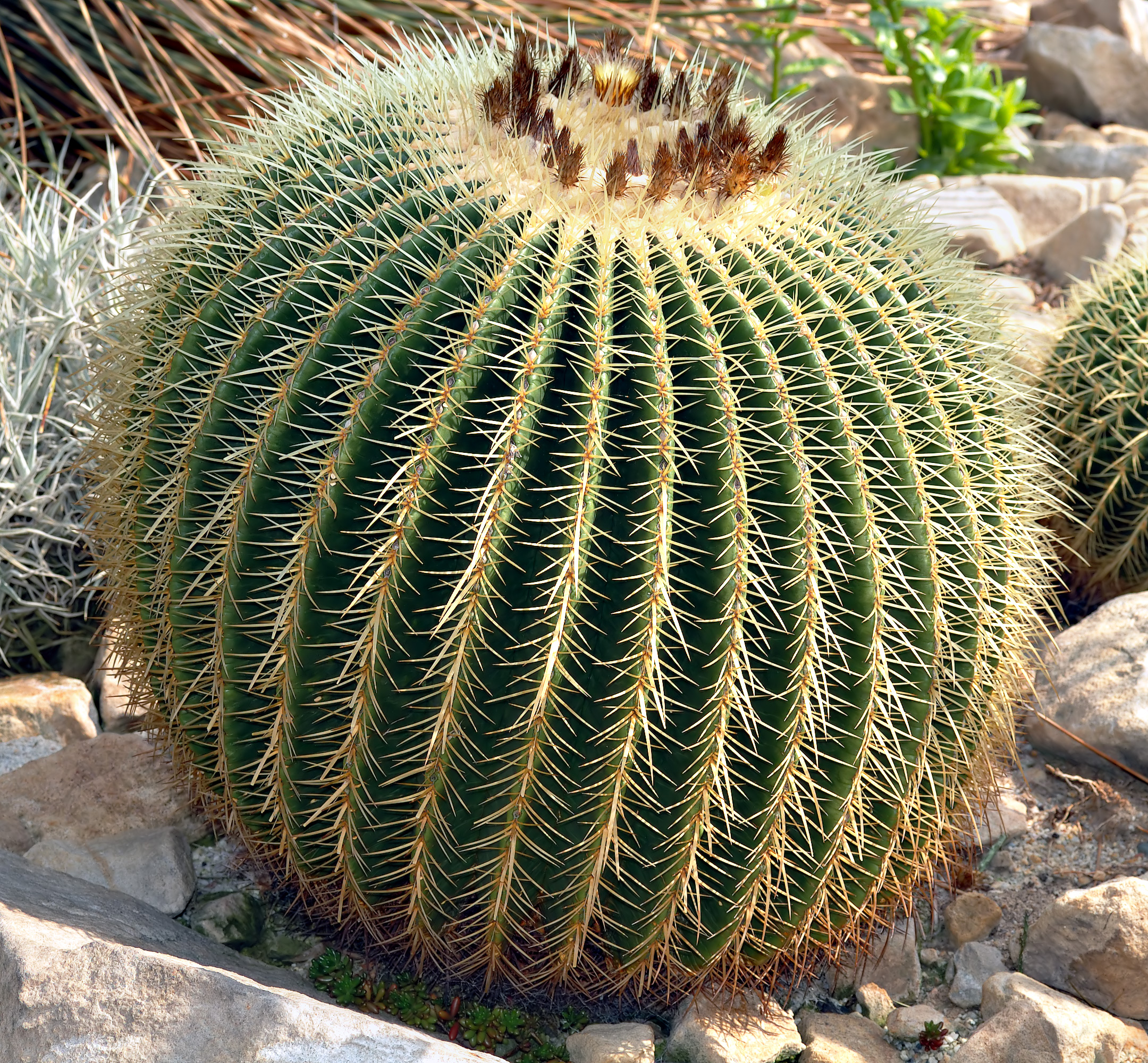
Svärmorskudde (Echinocactus grusonii).

Antalet suckulenter i världen är häpnadsväckande stort. Det finns ungefär 600 släkten och åtminstone 3 000 arter som är suckulenter, varav kaktusfamiljen (cactaceae) innehåller runt 100 släkten och 2 000 arter. 
Kaktusarna har sitt ursprung på den amerikanska kontinenten, från Kanada ner till Patagonien i Argentina. Ett område som från norr till söder sträcker sig över 10 000 kilometer. Inom detta område finns de mest skiftande biotoper. Det finns kaktusar som växer på 4 000 meters höjd i Klippiga bergen med snö och många minusgrader på vintern, andra arter som växer i öknar och en del på savanner. Det finns kaktusar i områden med ytterst sparsamt regn, men också på Andernas fuktiga sluttningar, i regnskogar och i områden med tropisk värme.
I Utah och Colorado har man funnit fossil av kaktusar som är omkring 50 miljoner år gamla. Suckulenter finns över hela världen, men överlägset flest arter kommer från Sydafrika och framför allt från Kapprovinsen. Namibia, Zimbabwe, Moçambique och Angola är också hemländer för många suckulenta växter. Trots att man fortfarande hittar nya arter, så har den totala mängden suckulenter minskat, bland annat därför att moderna metoder visat att många växter har uppfattats som olika, trots att det varit en och samma växt. En växt som hamnat i ett soligt läge ser helt annorlunda ut än samma växt funnen på en skuggigare växtplats. Därför har många suckulenter fått nya namn eller helt försvunnit och gått upp i andra familjer. De har visat sig vara något annat än vad 1700- och 1800-talens forskare och växtjägare trodde sig ha funnit.
Vasco da Gama fann haworthia i Sydafrikas Kapland, och i Calcutta hittade han törlar. Christopher Columbus har fått äran av att vara den första som tog en kaktus till Europa. Från Västindien tog han med sig både melonkaktus och opuntia, som han presenterade för Spaniens drottning Isabella.